# سانتیاگو (نورته د سانتاندر)
سانتیاگو (انگلیسی: Santiago, Norte de Santander) نام یک منطقه مسکونی در کلمبیا است.